# OODA-loopen

OODA-loopen i utvecklad form

OODA-loopen (från de engelskspråkiga begreppen observe, orient, decide, and act) är ett koncept för att analysera militär ledning och beslutsfattande, i form av en beslutscykel. Konceptet används i svenska försvarsmakten och betecknas där UBBA, Uppfatta, Bedöm, Besluta, Agera.Konceptet har under senare år även använts för att analysera företagsverksamhet. Upphovsman till OODA-loopen är den amerikanske flygvapenöversten John Boyd.
De fyra delarna i OODA-loopen är observera (O), orientera (O), besluta (D) och handla (A). Då detta anses ske cykliskt, ligger fokus på att utföra cykelns olika delar snabbare än motståndaren.

## Bakgrund
Boyd, som var jaktpilot i US Air Force, tjänstgjorde i Sydkorea de sista månaderna av Koreakriget. De huvudsakliga jaktflygplanen i kriget var den amerikanska F-86 på sydsidan och den sovjetiska MiG-15 på nordsidan. På pappret såg MiG-15 ut att ha bättre prestanda än F-86, bland annat genom att kunna stiga snabbare och svänga snävare, vilket borde fälla avgörandet i MiG-15:s favör i kurvstrid. Trots detta var förlustsiffrorna 10 nedskjutna MiG-15 för varje F-86 under kriget som helhet, och 14:1 under krigets sista månader, och Boyd kom att intressera sig för hur detta kunde komma sig. Boyds slutsats var att det som var avgörande för resultatet i duellerna mellan F-86 och MiG-15 var att F-86 möjliggjorde ett snabbare agerande för piloten. F-86:s bubbelformade huv gav bättre sikt, framför allt åt sidorna, vilket gav piloten bättre omvärldsuppfattning, och F-86 hydrauliska styrning (till skillnad från MiG-15:s manuella) möjliggjorde snabbare och mindre krävande ändring av roderläge. Kombination av att snabbare uppfatta situationen och snabbare kunna manövrera fällde avgörandet.
Utifrån dessa observationer, jaktdueller och jaktpiloters sekundsnabba beslutsfattande, formulerade Boyd senare OODA-loopen. Boyd skrev aldrig någon bok eller publicerade någon artikel om OODA-loopen eller sina andra militärteoretiska idéer, utan presenterade dem i föredragsform med ett antal tillhörande overhead-bilder som han vidareutvecklade under många år. Det viktigaste av dessa presentationer har titeln A discourse on winning and losing.

## Användning
Den vanligaste tillämpningen av OODA-loopen är på beslutsfattande i mer sammansatta taktiska och operativa sammanhang, snarare än på en enskild jaktpilots manövrer. Även Boyd själv såg OODA-loopen som en mer generell beskrivning av militärt beslutsfattande. Det centrala budskapet är att man ska vinna i strid genom att "komma innanför" motståndarens OODA-loop, vilket ska få motståndaren att inte kunna genomföra samordnade insatser och därmed inte kunna utnyttja sin fulla styrka på ett effektivt sätt. Detta synsätt på framgång i militära operationer har särskilt anammats av förespråkare för manöverkrigföring. Då OODA-loopen ligger nära ett systemtekniskt synsätt på militär ledning, har konceptet blivit flitigt använt i samband med nätverksbaserat försvar, för att analysera nyttan av tekniska lednings- och underrättelsesystem.